# Dècada del 330
La dècada del 330 comprèn el període que va des de l'1 de gener del 330 fins al 31 de desembre del 339.

## Personatges destacats
- Emperadors romans: Constantí I el Gran (r. 306-337) i Constanci II (r. 337–361).